# Angela Malestein
Angela Malestein (n. 31 ianuarie 1993, în Spakenburg) este o handbalistă neerlandeză care joacă pentru clubul maghiar FTC-Rail Cargo Hungaria și pentru echipa națională a Țărilor de Jos. În decembrie 2015, Malestein a făcut parte din echipa Țărilor de Jos care a câștigat medalia de argint la Campionatul Mondial, desfășurat în Danemarca.

## Palmares
- Campionatul Mondial:
  -  Medalie de argint: 2015
  -  Medalie de bronz: 2017

- Campionatul European:
  -  Medalie de argint: 2016